# Mandaguaçu
Mandaguaçu is een gemeente in de Braziliaanse deelstaat Paraná. De gemeente telt 19.270 inwoners (schatting 2009).

## Aangrenzende gemeenten
De gemeente grenst aan Ângulo, Atalaia, Flórida, Maringá, Ourizona, Paiçandu en Presidente Castelo Branco.